# La lingua di Erika
La lingua di Erika è un film pornografico del 1982. La regia del film è firmata da John Costa, pseudonimo di Giovanni Costanzi erroneamente attribuito a Giuliana Gamba, anche se la pellicola è stata in realtà diretta da Mario Sabatini e poi completata da Salvatore Bugnatelli, entrambi non accreditati.

## Produzione
Le riprese del film si sono svolte nel corso dell'estate 1981 con il titolo di lavorazione Sesso che brucia; in seguito a problemi produttivi, venne completato da Salvatore Bugnatelli che si occupò anche del montaggio. Durante la lavorazione del film, Bugnatelli girò anche la commedia Mizzzzica... ma che è proibitissimo?.